# Byggvir
En la mitología nórdica, Byggvir es uno de los elfos que sirven al dios Freyr, y es el marido de Beyla. A pesar de ser un elfo, es una divinidad menor, concretamente el dios de la cebada, con la que se hace la cerveza, bebida muy apreciada por los vikingos.
Como dios de la cerveza, se le adoraba junto con las dos grandes divinidades Vanir de la fertilidad, Freyr y Freyja, en los ritos de fertilidad que se llevaban a cabo al inicio de la primavera. Eran pocas las veces que se adoraba a Byggvir exclusivamente, dada su condición de divinidad menor que sólo estaba presente en la vida de los vikingos durante los primeros meses de la primavera.
Su intervención más célebre en las Eddas es la que se relata en el poema Lokasenna, en el que el dios Loki le insulta diciéndole que no sabe repartir como es debido los bienes entre los hombres, después de que Byggvir saliera en defensa de Freyr a causa de los insultos de Loki.
Los cristianos lo compararon con el dios romano Baco porque ambos se adoraban, básicamente, de la misma forma: mediante una bebida alcohólica (vino en el caso de Baco, cerveza en el caso de Byggvir) y con ritos orgiásticos, si bien los que estaban dedicados al dios escandinavo no eran tan exagerados como los del romano y tenían un marcado carácter ritualístico de adoración a la fertilidad.
- Datos: Q1018519